# Erigeron pseud
Erigeron pseud là một loài thực vật có hoa trong họ Cúc. Loài này được (Bunge) Popov mô tả khoa học đầu tiên.